# Henry A. Murray
Henry Alexander Murray, född den 13 maj 1893 i New York, död den 23 juni 1988 i Cambridge, Massachusetts, var en amerikansk behovspsykolog.

## Biografi
Murray föddes i en välbärgad familj i New York. Han började sin utbildning på Harvard University med historia som  huvudämne men fick ett dåligt resultat, som han dock kompenserade med fotboll, rodd och boxning. Vid Columbia University gjorde han mycket bättre ifrån sig på en medicinutbildning, som han avslutade med sin MD-examen och även tog en MA-examen i biologi 1919. Under de kommande två åren han var en instruktör i fysiologi vid Harvard. Han disputerade slutligen i biokemi vid Cambridge University 1928.

### Yrkeskarriär
År 1927 blev Murray biträdande direktör för Harvard Psychological Clinic. Han utvecklade begreppen latenta behov (inte öppet visade), uppenbara behov (som observeras i människors handlingar), "tryck" (yttre påverkan på motivation) och "thema" - "ett mönster av press och behov som sammansmälter runt särskilda interaktioner". 
Murray använde termen "apperception" för att beskriva processen om att projicera fantasibildspråk på en objektiv stimulus. Begreppet apperception och antagandet att allas tänkande formas av subjektiva processer ger logiken bakom Thematic Apperception Test (TAT), vilket utvecklades av Murray och Morgan 1935. 
År 1937 blev Murray föreståndare för Harvard Psychological Clinic. År 1938 publicerade han Explorations in Personality, numera en klassiker i psykologi, som innehåller en beskrivning av Thematic Apperception Test. Under sin tid vid Harvard, deltog Murray vid föreläsningar av Alfred North Whitehead, vars processfilosofi påverkade hans filosofiska och metafysiska tänkande under hela hans yrkeskarriär.
Under andra världskriget, lämnade Murray Harvard och arbetade som överstelöjtnant för Office of Strategic Services(OSS). James Miller, som ansvarade för valet av hemliga agenter på OSS under andra världskriget, rapporterar att Murray var upphovsman till begreppet "situation test". Denna typ av bedömning, baserad på praktiska uppgifter och aktiviteter, var uppfunnen av den brittiska militären.
Murray agerade som konsult för den brittiska regeringen 1938 vid inrättandet av Officer Selection Board. Murrays tidigare arbete på Harvard Psychological Clinic gjorde det möjligt för honom att tillämpa sina teorier i utformningen av urvalsprocesser som användes av WOSB och OSS att bedöma potentiella agenter.
När han återvändt till Harvard 1947, föreläste Murray och etablerade tillsammans med andra Psychological Clinic Annex och var chefsforskare vid Harvard. När Murray blev professor emeritus vid Harvard, erhöll han Distinguished Scientific Contribution Award från American Psychological Association och Gold Medal Award för sitt livsverk från American Psychological Foundation.